# 王槐 (永樂福建進士)
王槐，福建福州府闽县人，明朝政治人物、進士出身。

## 生平
建文四年，福建壬午乡试中舉。永樂二年，登甲申科會試中進士。